# Питај своје срце (албум)
Питај своје срце” је четврти албум Бубе Мирановић, издат 1994. године. 

## Списак песама
1. Ко ће косе да ми расплиће 
(Р. Крстић - М. Цветковић)
2. Питај срце своје 
(С. Поповић - М. Васић)
3. Десило се то ове јесени 
(Р. Раичевић - Р. Раичевић)
4. Нисам била дете среће 
(Р. Крстић - Љ. Парезановић)
5. Буди увек са мном 
(М. Брзаковић Брзи - Р. Лазић)
6. Волим те 
(Р. Раичевић - С. Симеуновић - Р. Раичевић )
7. Излечићу ране 
(С. Поповић - М. Васић)
8. Циганка твоја плаче 
(С. Поповић - М. Богосављевић)
9. Један човек и једна жена 
(С. Бојић Вукићевић)
10. Хајде, потруди се 
(М. Брзаковић Брзи - Г. Гавриловић Стојковић)